# 班杜拉琴
注意：文中烏語單字的漢語翻譯僅作參考用。

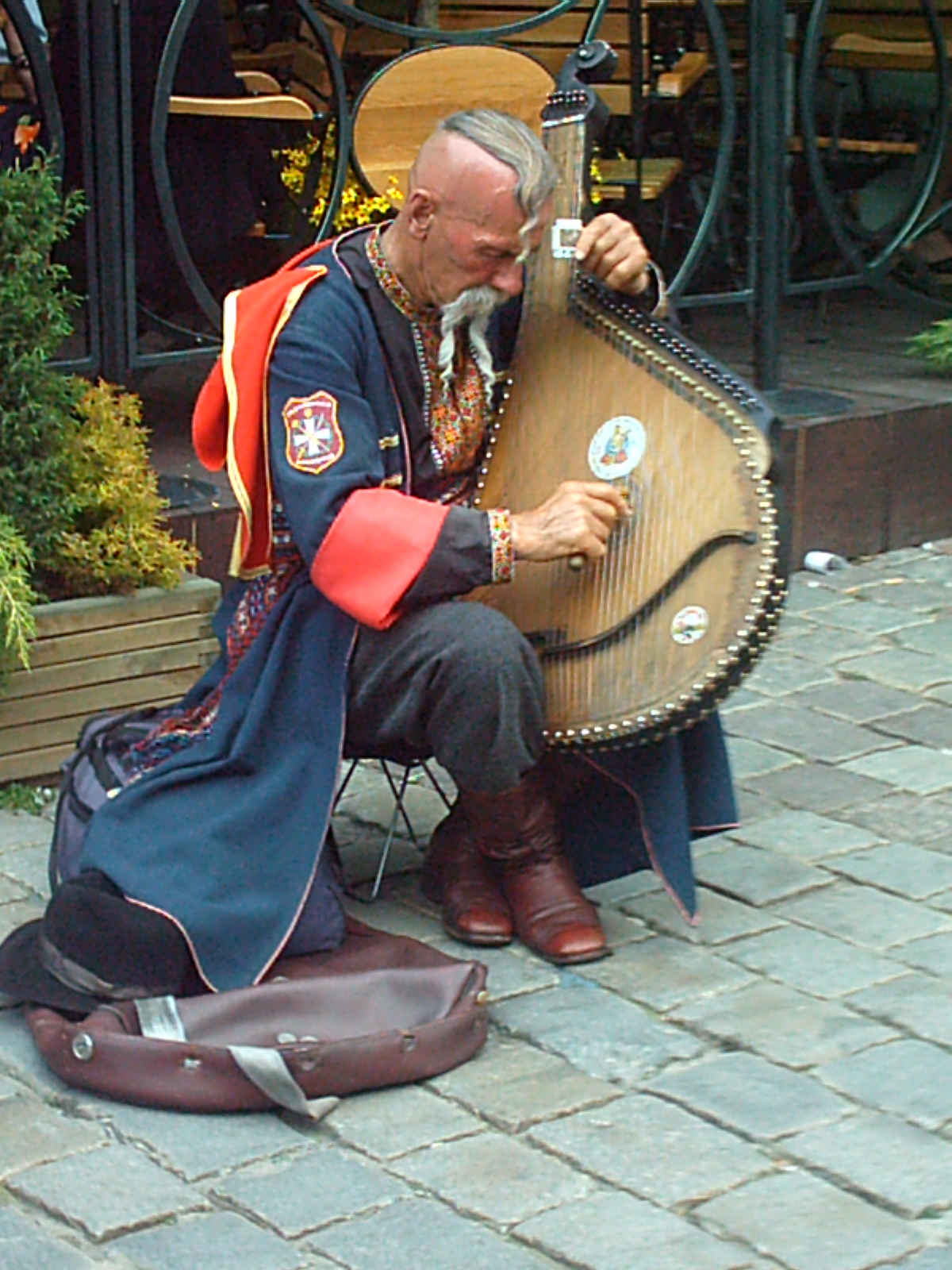
一名烏克蘭人在波茲南街頭身穿哥薩克傳統服裝，彈奏班杜拉琴（攝於2004年）

班杜拉琴（羅馬化：Bandura）是烏克蘭民族樂器的一種，屬於撥弦樂器體系，外形上類似齊特琴及哥巴扎（魯特琴的變種）。現代演奏用的班杜拉琴可多達68條弦。「班杜拉」一詞有時會被民俗器樂家引用為東歐弦樂器（例如手搖風琴及小形版5弦班杜拉琴）的統稱。基於科布扎爾的傳統，盲人班杜拉琴演奏者亦同被稱為「科布扎爾」。